# Joseph Carter Abbott
Joseph Carter Abbott, ameriški general, urednik, odvetnik in poslovnež, * 15. junij 1825, † 8. oktober 1881.
Med letoma 1868 in 1871 je bil senator ZDA iz Severne Karoline.

## Življenjepis
Leta 1846 je končal Akademijo Phillips, nato pa je študiral pravo in bil leta 1852 sprejet v odvetniško zbornico. Postal je lastnik in urednik Daily American-a, kar je opravljal v letih 1852−57. V letih 1855–61 je bil generaladjutant New Hampshira, nato pa urednik Boston Atlas-a (1859) in član komisije za določitev meje med New Hampshirom in Kanado. Med ameriško državljansko vojno je služil v Zvezni vojski ZDA (1861–65); za zasluge je prejel čin brevetnega brigadnega generala. Preselil se je v Wilmington (Severna Karolina), kjer je nekaj časa bil poveljnik mesta. Leta 1868 je bil delegat državne ustavodajne skupščine Severne Karoline. Po ponovnem sprejetu Severne Karoline v ZDA je bil kot republikanec izvoljen v Senat ZDA, v katerem je služil med 14. julijem 1868 in 3. marcem 1871. Pozneje je bil: pobiralec pristanišča Wilmington, inšpektor pošt na vzhodni liniji južne obale in bil ustanovitelj mesta Abbottsburg (8. oktober 1881). Ukvarjal se je tudi z lesarstvom, bil zaposlen kot specialni agent Oddelka zakladnice ZDA (United States Treasury Department) in bil urednik Wilmington Post-a. Umrl je v Wilmingtonu; sprva je bil pokopan na Nacionalnem pokopališču Wilmington, nato pa je bil leta 1887 prekopan na Pokopališče Valley (Manchester, New Hampshire).

## Pregled vojaške kariere
Napredovanja
- podpolkovnik: december 1861
- polkovnik: november 1863
- brevetni brigadni general, Prostovoljci ZDA: januar 1865